# На змајевом путу
На змајевом путу (кин: 猛龍過江, енгл. The Way of the Dragon) хонгконшки је акционо-борилачки филм из 1972. године са Брус Лијем у главној улози. 
Овај филм је режирао Брус Ли, који је написао и сценарио. Најпознатија сцена филма је борба Брус Лија са Чак Норисом у римском Колосеуму, коме је ово била једна од ретких улога, где је глумио негативца.